# 阿里亚尼
阿里亚尼（西班牙語：Ariañy）是西班牙巴利阿里群岛的一个市镇。总面积23平方公里，总人口766人（2001年），人口密度33人/平方公里。